# Praravinia mindanaensis
Praravinia mindanaensis är en måreväxtart som först beskrevs av Adolph Daniel Edward Elmer, och fick sitt nu gällande namn av Cornelis Eliza Bertus Bremekamp. Praravinia mindanaensis ingår i släktet Praravinia och familjen måreväxter. Inga underarter finns listade i Catalogue of Life.